# 罗伯特·格拉斯
罗伯特·格拉斯（英語：Robert Glass，1939年12月4日—1993年7月21日），美国音讯工程师。他曾获得过1次奥斯卡最佳音响效果奖，并5次提名这一奖项。自1976年起他参与了200多部电影的制作。

## 部分影视作品
格拉斯赢得过1次奥斯卡奖，并获得了5次提名。
获奖：
- E.T.外星人 (1982)[1]

提名：
- 愛情萬年青（英语：A Star Is Born (1976 film)） (1976)[2]
- 千惊万险（英语：Sorcerer (film)） (1977)[3]
- 第三类接触 (1977)[3]
- 卖命生涯（英语：Hooper (film)） (1978)[4]
- 一九四一 (1979)[5]

## 遇害
1993年7月21日，格拉斯的朋友在他位于洛杉矶卢斯费利斯的公寓前敲门无人应答后透过窗户发现，格拉斯在房间内被刺身亡。格拉斯独自在这间公寓里居住超过20年，邻里评价他为一个心地善良且才华横溢的人。警方到达现场后发现他的两室公寓被洗劫一空，同时他的车辆被盗走，凶手在进入屋内将房间反锁，并且现场没有强行闯入迹象。格拉斯的奥斯卡奖杯在公寓内被发现。